# Station Wennigsen (Deister)
Station Wennigsen (Deister) (Bahnhof Wennigsen (Deister)) is een spoorwegstation in de Duitse plaats Wennigsen in de deelstaat Nedersaksen. Het station ligt aan de spoorlijn Weetzen - Haste en is geopend op 1 mei 1872.

## Indeling
Het station heeft twee zijperrons, welke niet zijn overkapt maar voorzien van abri's. De perrons zijn met elkaar verbonden via een voetgangerstunnel, die via een hellingbaan ook de straten Heisterweg en Kurt-Schumacher-Straße verbindt. Het station heeft parkeerplaatsen en fietsenstallingen aan beide zijde van de sporen, aan de zuidkant is er een bushalte. Tevens staat hier het voormalige stationsgebouw, wat nu gebruikt wordt als horecagelegenheid. 

## Verbindingen
Het station is onderdeel van de S-Bahn van Hannover, die wordt geëxploiteerd door DB Regio Nord. De volgende treinseries doen het station Wennigsen (Deister) aan:
| Serie | Treinsoort             | Route                                                                                                  | Bijzonderheden                     |
| ----- | ---------------------- | --- | ---------------------------------- |
| S1    | S-Bahn (DB Regio Nord) | Minden (Westf) – Haste – Seelze – Hannover Hbf – Weetzen – Wennigsen (Deister) – Barsinghausen – Haste |                                    |
| S2    | S-Bahn (DB Regio Nord) | Nienburg (Weser) – Seelze – Hannover Hbf – Weetzen – Wennigsen (Deister) – Barsinghausen – Haste       | Zondags alleen Nienburg - Hannover |
| S21   | S-Bahn (DB Regio Nord) | Hannover Hbf – Hannover Bismarckstraße – Weetzen – Wennigsen (Deister) – Barsinghausen                 | Alleen tijdens de spits            |